# Ivan Horvat (atletičar)
Ivan Horvat (Osijek, 17. kolovoza 1993.) hrvatski je atletičar koji se natječe u skoku s motkom.
Višestruki je državni rekorder u skoku s motkom na otvorenom i u dvorani. Prvi hrvatski atletičar koji je preskočio 5,50 m (2011.). Apsolutni državni rekord Zorana Radovanovića iz 1989. u više navrata je uzastopno popravljao te ga je u konačnici popravio za 60 cm – sada iznosi 5,76 m.

## Športska karijera
Osvajač je srebrnoga odličja na Svjetskome juniorskome prvenstvu 2012.
Proglašen je najboljim atletičarom Hrvatske 2015.
Osobni rekordi
|              | Visina |
| ------------ | ------ |
| na otvorenom | 5,70 m |
| u dvorani    | 5,76 m |